# Live! (album de Fela Kuti)
Pour les articles homonymes, voir Liste des albums intitulés Live et Live!.
Albums de Fela Kuti et Ginger Baker
Why Black Man Dey Suffer
(1971)
Live! est un album de Fela Kuti et Ginger Baker, sorti en 1971.

## L'album
Il fait partie des 1001 albums qu'il faut avoir écoutés dans sa vie. 

### Titres
Tous les titres sont de Fela Kuti.
1. Let's Start (8:06)
2. Black Man's Cry (12:12)
3. Ye Ye De Smell (13:55)
4. Egbe Mi O (Carry Me I Want To Die) (12:37)

### Musiciens
- Fela Kuti : orgue Hammond, percussions, voix
- Ginger Baker : batterie, percussions, batterie africaine, congas, voix
- Tunde Williams, Eddie Faychum : trompette
- Lekan Animashaun : saxophone baryton
- Peter Animashaun : guitares
- Maurice Ekpo : contrebasse, basse électrique
- Tony Allen : batterie, percussions
- Henry Koffi, Friday Jumbo, Akwesi Korranting, Tony Abayomi, Isaac Olaleye : percussions